# 川崎橋 (大阪市)

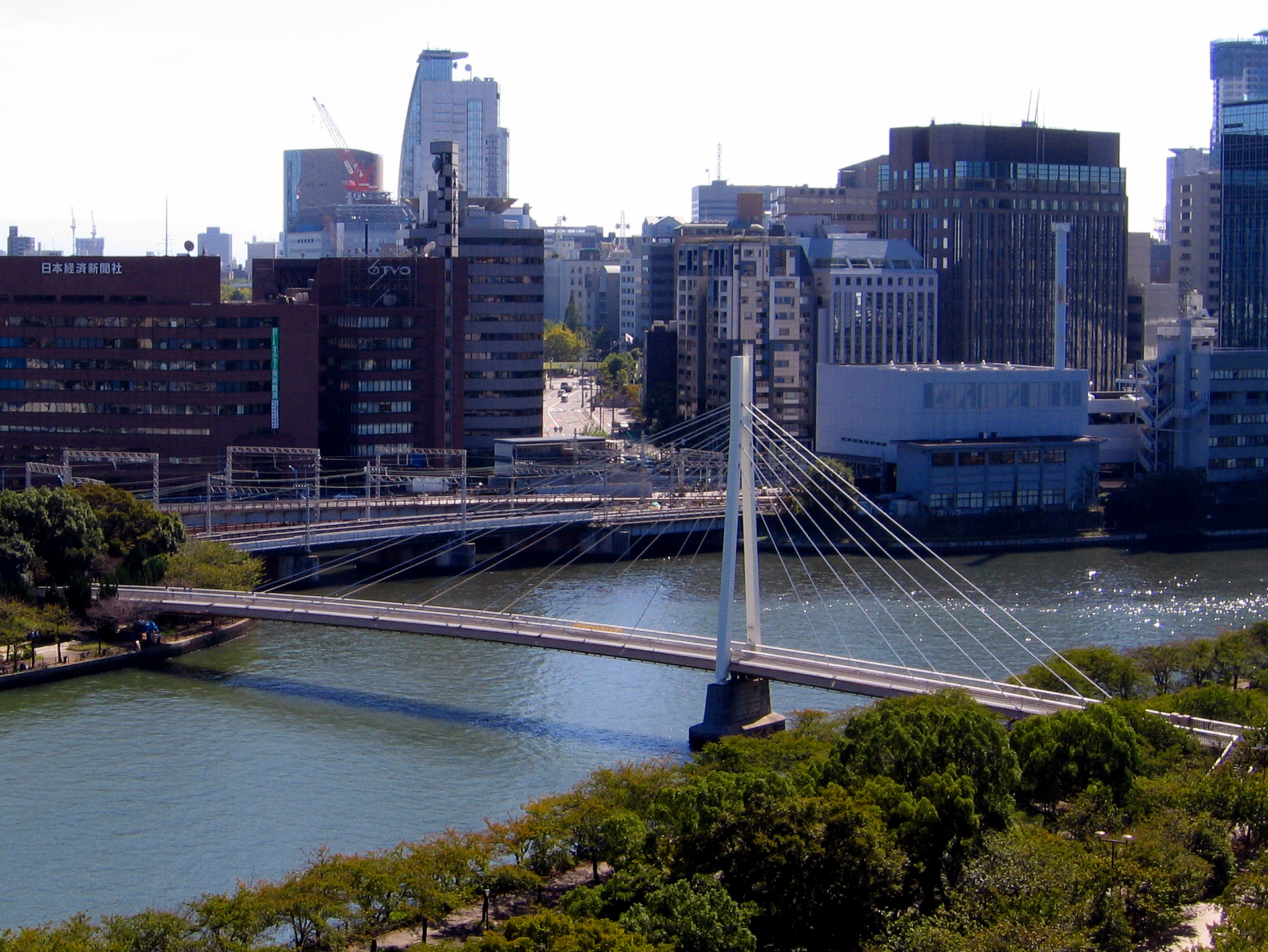
川崎橋

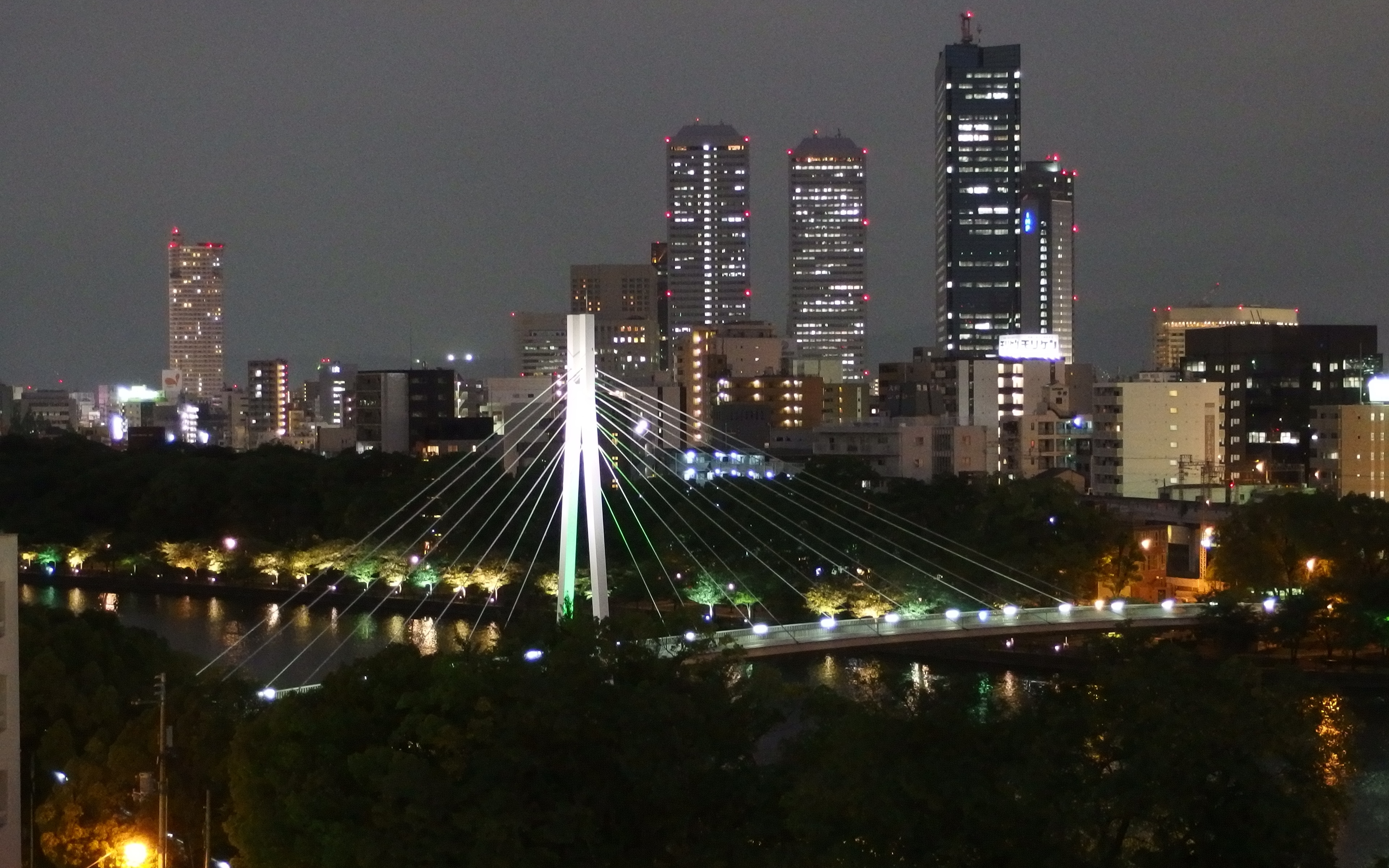
右岸下流から望む夜景

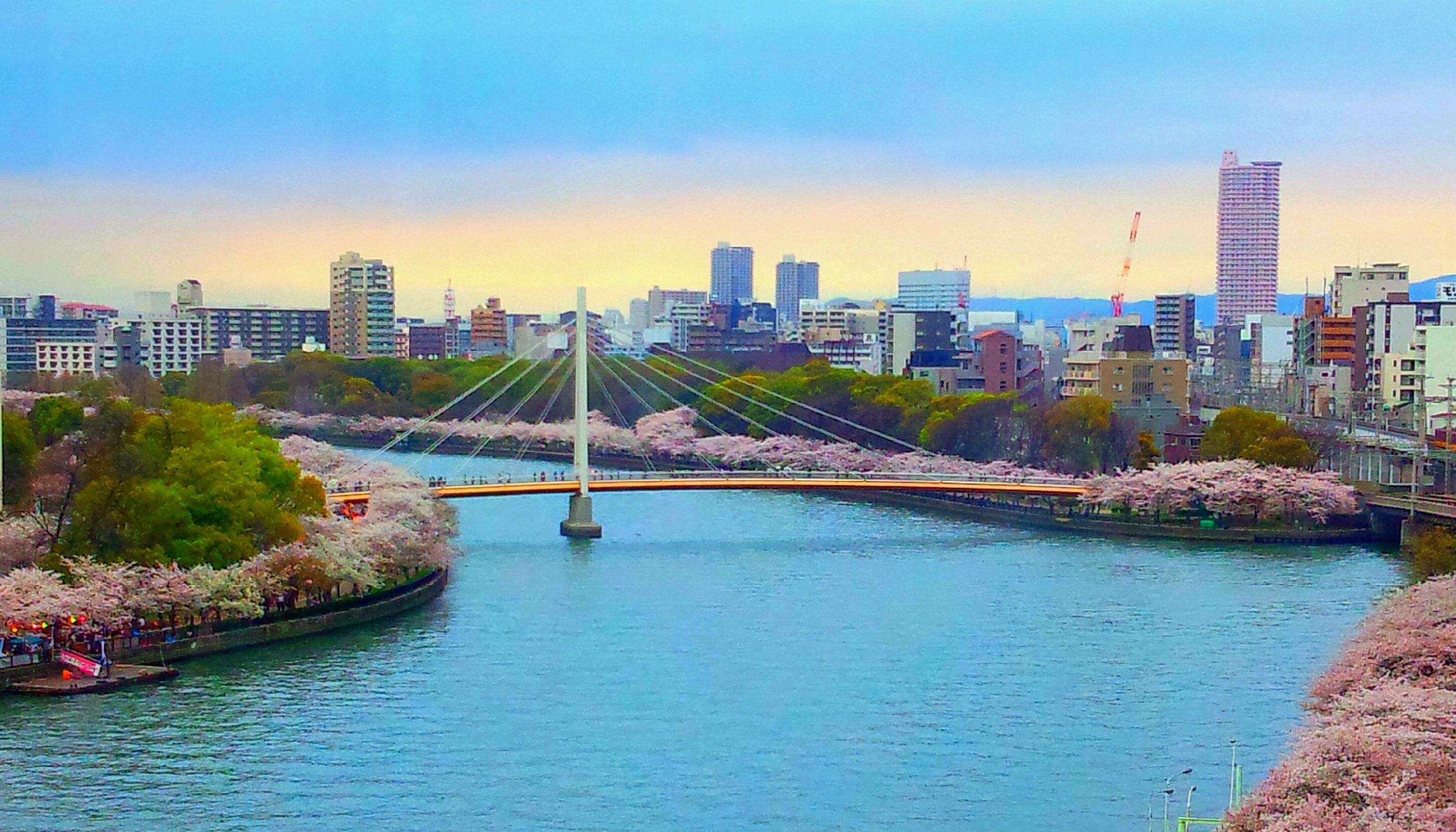
下流側より眺めた川崎橋

川崎橋（かわさきばし）は、大阪市北区天満と都島区網島町を結ぶ大川に架かる自転車・歩行者専用斜張橋。国土交通省が全国的に整備を進めている大規模自転車道の一つ、北大阪サイクルライン（大阪市北区中之島～大阪府吹田市万博記念公園）の大川を渡る地点に架かる。浪速の名橋50選選定橋。昭和53年度の土木学会田中賞を受賞。
架橋地点には江戸時代より渡船の川崎の渡しがあった。1877年（明治10年）に私設の有料橋として初代の川崎橋が架橋されたが、1885年（明治18年）の淀川大洪水により流失。川崎の渡しは再開され、1945年（昭和20年）の大阪大空襲による焼失まで続いた。
橋名や渡船名は旧村名の西成郡川崎村に由来し、架橋と同年の1978年（昭和53年）まで北区側の町名は川崎町・新川崎町だった。

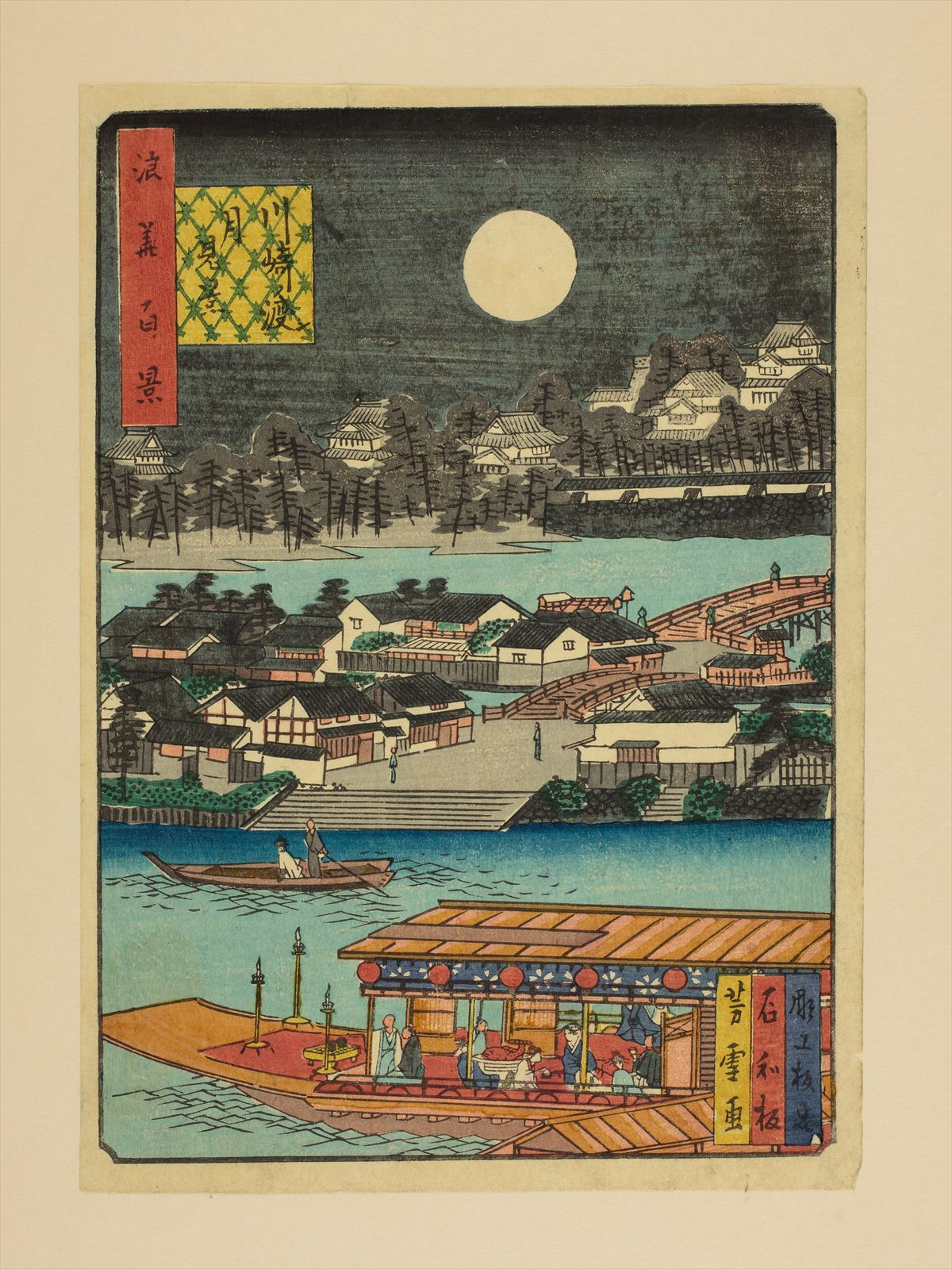
川崎ノ渡シ月見景 (浪花百景)
1800年代。南粋亭芳雪/画

## 概要
- 形式：2径間連続斜張橋
- 橋長：129.15m
- 支間長：87.50m + 40.65m
- 幅員：3.00m
- 橋脚：壁式鉄筋コンクリート
- 基礎：鋼管矢板井筒
- 着工：1975年（昭和50年）11月
- 完成：1978年（昭和53年）3月

## アクセス
- JR東西線 大阪城北詰駅
- 大阪シティバス 京阪東口停留所